# Monguno
Monguno est une ville de l'État de Borno, dans le nord-est du Nigeria.

## Situation géographique
La ville se situe à 140 km au nord-est de Maiduguri, la capitale de l'État de Borno, l'État nigérian le plus éloigné de la capitale, Abuja. L'État se situe au carrefour des frontières camerounaises et nigériennes.

## Histoire
Le 26 janvier 2015, la ville est prise d'assaut par le mouvement islamiste Boko Haram. L'armée nigériane ne parvient pas à repousser les assaillants, et abandonne la ville.
La ville est la cible d'une attaque le 17 juin 2015.